# Дальний (Свердловская область)
Дальний — посёлок в Пригородном районе Свердловской области России. Входит в муниципальный округ Горноуральский, управляется  Синегорской территориальной администрацией.
Ранее посёлок был центром Дальнего сельсовета Пригородного района.

## Географическое положение
Посёлок Дальний расположен в горной и лесистой местности, в 26 километрах к северо-западу от города Нижнего Тагила (в 40 километрах по дорогам), на реке Большой Гаревой.

## Население
| 2002 | 2010 | 2021 |
| ---- | ---- | ---- |
| 137  | ↘83  | ↘47  |

## Промышленность
- ООО «Стройполимер»
- ООО «РегионАвто»
- ООО «ТехКомплект»